# Haszonélvezet
A haszonélvezet (latinul ususfructus) (régebben haszonélvezés) a személyes szolgalmak egy fajtája, olyan jogviszony, melynél fogva a haszonélvezet jogosultja (haszonélvező) a más tulajdonában álló ingatlant vagy ingó dolgot birtokolhatja, használhatja, hasznosíthatja és hasznait szedheti, de a jogviszony megszűnése után a dolgot állagának sérelme nélkül vissza kell adnia. A tulajdonos a birtoklás, a használat és a hasznok szedésének jogát csak annyiban gyakorolhatja, amennyiben a haszonélvező e jogokkal nem él.

## A haszonélvező
A szolgalom személyes jellege arra utal, hogy a haszonélvezet mindig egy név szerint meghatározott személy javára szól, ehhez a személyhez van kötve, tehát másra át nem ruházható. A tulajdonos személyében beálló változás a haszonélvezeti jogot nem érinti. Korlátlan vagy örök időkre haszonélvezet nem létesíthető, az csak korlátozott időre és legfeljebb a jogosult élete végéig állhat fenn. A haszonélvezeti jog ugyanazon a dolgon több személyt is megillethet, ilyenkor a haszonélvezet gyakorolható egyidejűleg vagy egymás után.

## A haszonélvezet tárgya
- A haszonélvezet tárgya rendszerint ingatlan vagy elhasználhatatlan ingó dolog.
- Ha elhasználható dolog, gazdasági felszerelés vagy állatállomány a haszonélvezet tárgya, a haszonélvező ezekkel a rendes gazdálkodás által indokolt mértékben rendelkezhet, a haszonélvezet megszűnésekor azonban köteles ezeket pótolni, ha pedig ez nem lehetséges, értéküket megtéríteni (rendhagyó haszonélvezet).
- A kamatozó követelés vagy más hasznot hajtó jog haszonélvezetére a dolgok haszonélvezetének szabályait kell megfelelően alkalmazni. Haszonélvezettel terhelt hasznot hajtó jogot csak a haszonélvező hozzájárulásával lehet szerződéssel megszüntetni vagy a haszonélvező hátrányára megváltoztatni.
- Részleges haszonélvezetről beszélhetünk, ha a haszonélvezet a dolog csak egy részére terjed ki (például ingatlan eszmei hányadrésze; ingatlan esetén csak az épületre, vagy csak a telekre).

## A haszonélvezet keletkezése
- Szerződés alapján – ilyenkor szükséges a dolog átadása is, ingatlanra vonatkozóan pedig a haszonélvezeti jog ingatlan-nyilvántartási bejegyzése.
- Jogszabály alapján
- Bírósági vagy hatósági rendelkezés alapján. Az utóbbi két esetnél az ingatlanon a haszonélvezeti jog bejegyzés nélkül is létrejön, de az ingatlan-nyilvántartásba az ilyen haszonélvezeti jogot is be kell jegyezni, enélkül ugyanis a haszonélvezet csak az ingatlan rosszhiszemű vagy ingyenes szerzőjével szemben érvényesíthető.

## A haszonélvező jogai
A haszonélvező jogosult a dolog birtoklására, használatára, hasznainak szedésére, a haszonélvezeti jog gyakorlásának más részére való átengedésére – ellenérték fejében a jog gyakorlását csak akkor lehet átengedni, ha a tulajdonos azonos feltételek mellett a dolog használatára nem tart igényt – és a birtokvédelemre – a tulajdonossal szemben is. A haszonélvező felszólíthatja a tulajdonost rendkívüli javítási vagy helyreállítási munkálatok elvégzésére, és elvégezheti ezeket a munkálatokat, ha a tulajdonos azokat nem végzi el.

## A haszonélvező kötelezettségei
A haszonélvező köteles a rendes gazdálkodás szabályait betartani, a dolog fenntartásával járó terheket viselni (a rendkívüli javítások és helyreállítások kivételével), a közterheket viselni, a tulajdonost a dolgot fenyegető veszélyről és a beállott kárról, a haszonélvezet gyakorlásának harmadik személy általi akadályozásáról értesíteni, tűrni, hogy a tulajdonos a veszély elhárítására illetve a kár következményeinek megszüntetésére a szükséges intézkedéseket megtegye, tűrni, hogy a tulajdonos a haszonélvezet gyakorlását ellenőrizze, a haszonélvezet megszűntével a dolgot visszaadni.

## A tulajdonos jogai
- A tulajdonos a birtoklás, a használat és a hasznok szedésének jogát gyakorolhatja, amennyiben a haszonélvező e jogokkal nem él.
- Ha a haszonélvező ellenérték fejében kívánja átengedni a haszonélvezeti jog gyakorlását, akkor a tulajdonos azonos feltételek mellett a dolog használatára igényt tarthat.
- A tulajdonos jogosult a haszonélvezet gyakorlását ellenőrizni.
- Ha a haszonélvező a dolgot rendeltetésének meg nem felelő módon használja, rongálja, vagy a dolognak a haszonélvezet megszűntével való visszaadását egyébként veszélyezteti, és a tulajdonos tiltakozása nem vezetett eredményre, a tulajdonos biztosítékot követelhet. Ha a haszonélvező nem ad biztosítékot, a bíróság a tulajdonos kérelmére a haszonélvezeti jog gyakorlását biztosíték adásáig felfüggesztheti.
- A tulajdonos ellenőrzési jogosultsága és a biztosíték követelésének joga azzal szemben is megilleti, akinek a haszonélvező a haszonélvezet gyakorlását átengedte.

## Elszámolás javítás-helyreállítás esetén
A haszonélvező a rendkívüli javítási vagy helyreállítási munkálatokat elvégeztetheti, ha értesítése és felszólítása után a tulajdonos nem végzi el. Ilyen esetben a haszonélvezet megszűnésekor a felek között elszámolási viszony keletkezik. A haszonélvező követelheti a tulajdonostól a szükséges költségek megtérítését, levonva azokból az időközi értékcsökkenésnek megfelelő összeget. Ha a tulajdonos gazdagodása az így meghatározott összeget meghaladja, a különbözetet is köteles megtéríteni.

## A dolog elpusztulása
Ha a haszonélvezet fennállása alatt a dolog egészben vagy jelentős részben elpusztul, a tulajdonos nem köteles azt helyreállítani, ha azonban megteszi, a helyreállított dolgon a haszonélvezeti jog feléled. Ilyenkor a tulajdonos kérheti a haszonélvezeti jognak a helyreállításra fordított összeghez mért korlátozását.
Ha az elpusztult dolgot a tulajdonos nem állítja helyre, a haszonélvezet megszűnik. Ha a haszonélvezet tárgya helyébe más dolog lép (például csereingatlan), a továbbiakban a haszonélvezet erre terjed ki.
Ha a dolog helyébe pénzösszeg (például biztosítási összeg) lép, a haszonélvező választhat, hogy a haszonélvezet a továbbiakban erre az összegre terjed ki, vagy követelheti a tulajdonostól az összegnek a dolog helyreállítására vagy pótlására fordítását is.

## A haszonélvező felelőssége
A dolog elpusztulásáért, illetve a dologban bekövetkezett károkért a haszonélvező felelősséggel tartozik, kivéve ha bizonyítja, hogy úgy járt el, ahogy az az adott helyzetben általában elvárható. A rendeltetésszerű használattal szükségszerűen együtt járó értékcsökkenést a haszonélvező nem köteles megtéríteni.

## A haszonélvezet megszűnése
A haszonélvezet megszűnik,
- ha a jogosult meghal;
- ha a jogosult a haszonélvezetről – ingyenesen vagy visszterhesen – lemond;
- ha a dolog elpusztul (és nem állítják helyre);
- ha a szerződésben kikötött időtartam eltelt vagy feltétel bekövetkezett;
- ha a jogszabályban meghatározott más okból bekövetkezett.

## Külső hivatkozások
- Ingatlanjog.hu
- A haszonélvezet mint a személyes szolgalmak legelterjedtebb fajtája (Dr. Jankovich Roland)